# Dubrauka (sielsowiet Zubrewiczy)
Dubrauka (biał. Дубраўка; ros. Дубровка, Dubrowka) – wieś na Białorusi, w obwodzie witebskim, w rejonie orszańskim, w sielsowiecie Zubrewiczy. 